# Verordnung (EU) 2021/784
Die Verordnung (EU) 2021/784 des Europäischen Parlaments und des Rates vom 29. April 2021 zur Bekämpfung der Verbreitung terroristischer Online-Inhalte soll den Missbrauch von Hosting-Diensten für die Verbreitung terroristischer Online-Inhalte unterbinden und so gewährleisten, dass der digitale Binnenmarkt reibungslos funktioniert und Vertrauen und Sicherheit gewahrt werden. Der Vorschlag war ein Beitrag der EU-Kommission zur Tagung der Staats- und Regierungschefs im September 2018 in Salzburg. Eines der Hauptthemen war dabei die innere Sicherheit.
Der Vorschlag befand sich seitdem im Gesetzgebungsverfahren und wurde zwischen den beteiligten Institutionen der Europäischen Union verhandelt (Trilog). Kern der Verordnung ist die Möglichkeit für Behörden der EU-Mitgliedstaaten, Löschanweisungen an Hostingdienstanbieter auszustellen, ohne dass dafür ein Gerichtsbeschluss notwendig wäre.
Ein erster Entwurf wurde von der EU-Kommission am 12. September 2018 veröffentlicht und dem Europäischen Rat und dem EU-Parlament zugesandt. Am 17. April 2019 verabschiedete das EU-Parlament dazu nach Erster Lesung eine Entschließung.
Kritiker warnen, dass die Vorschriften Plattformen dazu zwingt, Upload-Filter einzusetzen, welche technologisch kaum umsetzbar und grundrechtlich stark umstritten sind. Die Vereinten Nationen haben in einem Bericht ernsthafte Bedenken zur geplanten Regulierung geäußert. Zahlreiche Bürgerrechtsorganisationen engagieren sich ebenfalls gegen diese Inhaltskontrolle.

## Ziel der Verordnung
Das Hauptziel der Verordnung 2018/0331 ist die Harmonisierung von Erkennung und Löschung terroristischer Inhalte im digitalen Bereich innerhalb der Europäischen Union. Somit sollen dieselben Standards für den Umgang mit Inhalten, welche als terroristisch eingestuft werden, für alle Mitgliedstaaten der Europäischen Union gelten. Kernelement der Verordnung ist es, die Verbreitung terroristischen Gedankenguts im Netz sowie die Verherrlichung terroristischer Straftaten und die Unterstützung für ebendiese auf digitalem Weg einzuschränken bzw. zu unterbinden. Dabei sollen alle Mitgliedstaaten der Europäischen Union möglichst ähnlich, koordiniert und miteinander kommunizierend vorgehen.

## Definition Hostingdienstanbieter
Unter Hostingdiensteanbietern (HDAs) sind alle Plattformen zusammengefasst, welche nutzergenerierte Inhalte für Dritte zugänglich machen. Unter dem Entwurf der EU-Kommission fallen damit auch Dienste unter den Begriff, die ihre Inhalte nicht öffentlich zugänglich machen, wie z. B. Cloud-Anbieter, bei denen Dateien freigegeben werden können.

## Zusammenfassung der Maßnahmen
- Behörden können Entfernungsanweisungen an HDAs versenden, die innerhalb einer Stunde bearbeitet werden müssen. Eine Erweiterung dieser Frist ist nur aus formalen Gründen möglich.
- Die einstündige Frist zur Löschung eines erkannten Terrorinhaltes beginnt, sobald der HDA durch die zuständige Behörde über den spezifischen Inhalt in Kenntnis gesetzt wurde.
- Als terroristisch gelten sämtliche Inhalte, die eine der zuständigen Behörde als solche betrachtet (z. B. Zurschaustellung terroristischer Straftaten, Besitz oder Erwerb von Waffen, Förderung der Bildung einer terroristischen Vereinigung oder Ermutigung bei terroristischen Handlungen mitzuwirken und weitere).
- Die Androhung von als terroristisch betrachteten Taten soll gelöscht werden.
- Es gibt keinen Richtervorbehalt.
- HDA sind verpflichtet, präventive Maßnahmen zu ergreifen.
- Die Löschanweisungen sind grenzüberschreitend gültig.
- Die Gerichtsbarkeit über die Löschanweisung liegt im Land der anordnenden Behörde.